# Mahamat Zen Bada Abbas
Mahamat Zen Bada Abbas est un homme politique tchadien né le 30 juillet 1959 à Faya.
Il est secrétaire général du Mouvement patriotique du Salut (MPS) de 2016 et 2021 puis il occupe à nouveau ce poste de janvier 2024 à janvier 2025.

## Biographie

### Carrière politique
Mahamat Zen Bada commence son parcours politique en 1992 en devenant le leader du mouvement des jeunes du MPS. En 1999, il est nommé conseiller chargé de mission du chef de l’État, puis préfet de Kanem (Ouest) et du Sila (Est). Il fait son entrée au gouvernement en 2002 comme ministre de la Culture, de la Jeunesse et des Sports, puis prend en charge le ministère de la Décentralisation en 2004. En 2005, il est nommé ministre de l’Intérieur et en 2007, il est élu maire de N’Djamena.
Il est le frère de Moldom Bada Abbas, l'un des cofondateurs du Mouvement patriotique du salut (MPS) en 1990.
En 2011, il dirige la campagne de réélection de Idriss Déby Itno dans sa région natale du Guéra.
En 2012, Mahamat Zen Bada Abbas est condamné pour faux et usage de faux en écriture publique et détournement de fonds publics. Il bénéficie toutefois ultérieurement d'une grâce présidentielle.
Entre 2016 et 2021, Mahamat Zen Bada Abbas est secrétaire général du MPS, le parti au pouvoir au Tchad.
En juillet 2018, Mahamat Zen Bada Abbas est nommé président du Cadre national du dialogue politique (CNDP).
En 2020, le président Idriss Déby Itno le nomme directeur de sa campagne présidentielle pour l'élection de 2021.
Le 12 juin 2021, Zen Bada Abbas est remplacé par Haroun Kabadi à la tête du MPS.
Le 6 novembre 2023, par un décret, Mahamat Zen Bada est promu au rang de contrôleur général de la police.
En janvier 2024, lors d'un congrès extraordinaire du MPS, le secrétaire général du parti Haroun Kabadi est remplacé « pour raisons de santé » par Mahamat Zen Bada Abbas.
Le 25 mars 2024, Mahamat Zen Bada est désigné directeur national de campagne du président sortant Mahamat Idriss Déby Itno, candidat de la coalition Pour un Tchad uni à l'élection de mai 2024. Mahamat Idriss Déby l'emporte avec 61,03% des voix dès le premier tour, selon les résultats provisoires du 9 mai 2024.
Sa candidature aux élections législatives de 2024 est refusée par l'Agence nationale de gestion des élections en raison de sa condamnation de 2012
Le 13 janvier 2025, Il est amnestié par une ordonnance Présidentielle,. Le 29 janvier 2025, lors du 12ème congrès du Mouvement Patriotique du Salut (MPS) il est remplacé par Aziz Mahamat Saleh, au post de Secrétaire Général du parti.